# Eric Valentine
Eric Valentine (...) è un produttore discografico statunitense.
Ha iniziato la sua carriera come batterista e produttore della band Heavy metal T-Ride e successivamente ha prodotto album di artisti come Lostprophets, Taking Back Sunday, Nickel Creek, Queens of the Stone Age, Third Eye Blind, Smash Mouth, The All-American Rejects e Slash.

## Discografia
- T-Ride (1992) - T-Ride (batterista/produttore)
- Third Eye Blind (1997) - Third Eye Blind
- Fush Yu Mang (1997) - Smash Mouth
- Astro Lounge (1999) - Smash Mouth
- Sonic Jihad (2000) - Snake River Conspiracy
- Smash Mouth (2001) - Smash Mouth
- Songs for the Deaf (2002) - Queens of the Stone Age
- The Young and the Hopeless (2002) - Good Charlotte
- Start Something (2004) - Lostprophets
- The Chronicles of Life and Death (2004) - Good Charlotte
- Deja Vu All Over Again (2004) - John Fogerty
- Why Should the Fire Die? (2005) - Nickel Creek
- All Star Smash Hits (2005) - Smash Mouth
- Louder Now (2006) - Taking Back Sunday
- When the World Comes Down (2008) - The All-American Rejects
- Apocalyptic Love (2012) - Slash
- Proper Dose (2018) - The Story So Far[1]